# 大恩策斯多夫
大恩策斯多夫（德語：Groß-Enzersdorf）是奧地利下奧地利州的城市，位於該國東北部，距離首都維也納18公里，面積83.91平方公里，海拔高度156米，2012年人口9,668。

## 外部連結
- Official web page of Groß-Enzersdorf（页面存档备份，存于） In German.
- Web page of the roman catholic parish Groß-Enzersdorf（页面存档备份，存于） In German.